# Hammerthal (Essing)

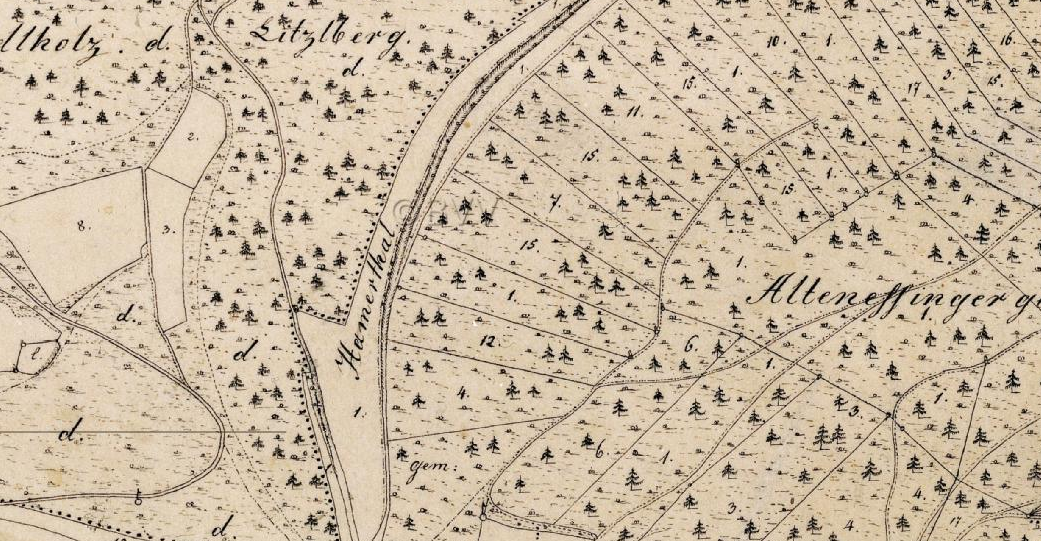
Lageplan von Hammerthal (Essing) auf dem Urkataster von Bayern

Hammerthal ist eine Wüstung eines ehemaligen Gemeindeteils von Essing im Landkreis Kelheim.
Die letzte Erwähnung in den Amtlichen Ortsverzeichnissen für Bayern erfolgte in der Ausgabe von 1964 als abgebrochene Einöde. Die Einöde lag im Hammertal auf der Gemarkung Altessing an der Grenze zur Gemarkung Randeck etwa eineinhalb Kilometer nordöstlich von Altessing neben der heutigen Kreisstraße KEH 5.
In Hammerthal wurde ein Eisenhammer vermutet, über den aber keine genauen Angaben existieren.
In der Dokumentation zur Volkszählung 1871 wird der Ort als Ortsteil von Altessing mit vier Einwohnern genannt, gehörig zur katholischen Pfarrei Essing und zur katholischen Schule in Neuessing.